# Batalla naval de Los Frailes
La Batalla o Combate naval de Los Frailes fue un enfrentamiento entre una escuadrilla expedicionaria republicana que se dirigía a desembarcar tropas en Venezuela y una española que patrullaba las aguas del Caribe en los alrededores del Archipiélago de Los Frailes.

## Hechos
La escuadrilla republicana con superioridad numérica derrota a los españoles y capturan sus dos barcos: el bergantín Intrépido y la goleta Rita. Con las goletas antiguas las escuadras del almirante Luis Brión se trasladaban al lugar del enfrentamiento.
Luego de la victoria obtenida en Los Frailes, el Libertador ascendió a Almirante de la República después del combate; la expedición republicana pudo arribar triunfante el 3 de mayo de 1816 al Puerto de Juan Griego (Isla de Margarita), y el 7 del mismo mes una asamblea encabezada por el general Juan Bautista Arismendi, ratificó los poderes especiales que le habían sido conferidos a Bolívar en Los Cayos. Desde allí, las fuerzas expedicionarias de Bolívar se dirigen a Carúpano, donde proclaman la abolición de la esclavitud y continúan hacia Ocumare de la Costa, llegando hasta Maracay. Acosados por los realistas, tuvieron luego que dejar parte del parque en la playa, así como la mitad de los soldados quienes, bajo el mando de Gregor MacGregor, emprendieron una épica retirada por tierra a través de los valles de Aragua, retornando hacia oriente, en lo que se conoce como la Retirada de los Seiscientos, para unirse allí al Ejército de Oriente.

## Buques involucrados
- Venezuela,  Capitán de Navío Luis Brión, herido durante el combate.  
  - Goleta General Bolivar, 6 cañones, capitán Renato Beluche; ascendido a Capitán de Navío por El Libertador después del combate.
  - Goleta General Mariño, capitán Thomas Dubouillé
  - Goleta Feliz, capitán Charles Lominé
  - Goleta Consejo, 1 cañón de 18, capitán Bernardo Ferrero
  - Goleta Brion, 4 cañones, capitán Jean Monier
  - Goleta Piar, 1 cañón de 18 y dos piezas menores, capitán John Parnell
  - 1 otra Goleta

- España
  - Bergantín Intrepido, Teniente de Fragata Don Rafael Iglesias (fallecido)
  - Goleta Rita, Teniente de Fragata Ocampo, capturada